# Kója
Hora Kója (japonsky 高野山, Kója-san) leží v prefektuře Wakajama na jih od Ósaky v Japonsku. Ve skutečnosti se nejedná o horu, ale o údolí s nadmořskou výškou kolem 800 metrů obklopené osmi vrcholky. Na tomto místě se roku 819 usadil slavný buddhistický mnich Kúkai a založil zde klášter Kongóbudži, jenž se stal ústředím japonské buddhistické školy šingon. Kójasan je rovněž horské jméno (山号, sangó) Kongóbudži. Kolem původního kláštera časem vyrostlo město Kója, v kterém je dnes univerzita náboženských studií a více než 100 chrámů, z nichž mnohé nabízejí ubytování poutníkům.
Na hoře se mimo jiné nacházejí:
- Okunoin (奥の院), mausoleum mnicha Kúkaie, obklopené velkým hřbitovem (největším v Japonsku)
- Dandžógaran (壇上伽藍), ústřední okrsek hory Kója
  - Konpon Daitó (根本大塔), pagoda, která podle sekty šingon představuje ústřední bod mandaly pokrývající nejen horu Kója, ale i celé Japonsko
- Kongóbudži (金剛峯寺), ústředí sekty šingon

V roce 2004 byla hora Kója, společně s dalšími dvěma oblastmi na poloostrově Kii, přidána na Seznam světového dědictví UNESCO.

## Fotogalerie

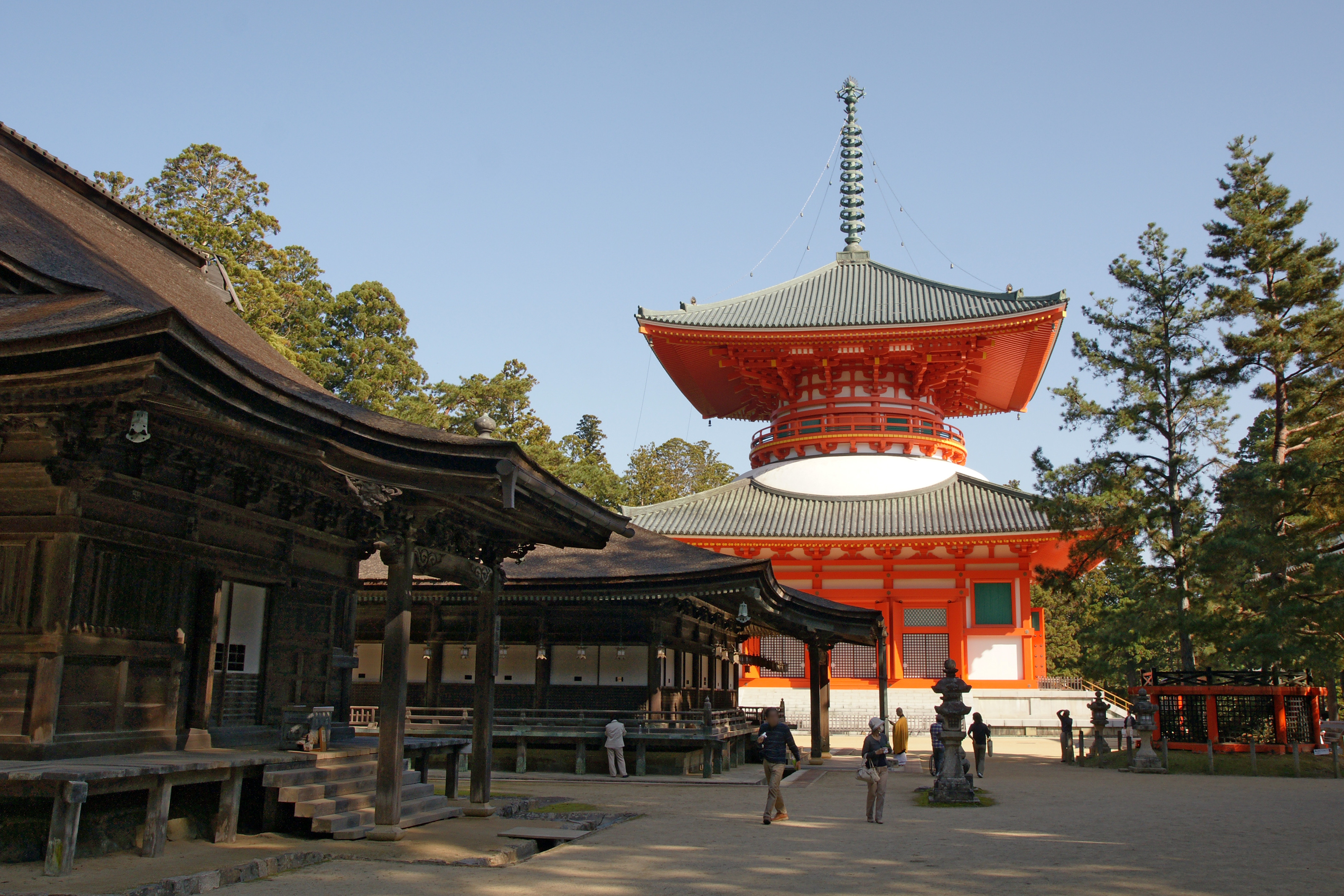
Dandžógaran, střed hory Kója
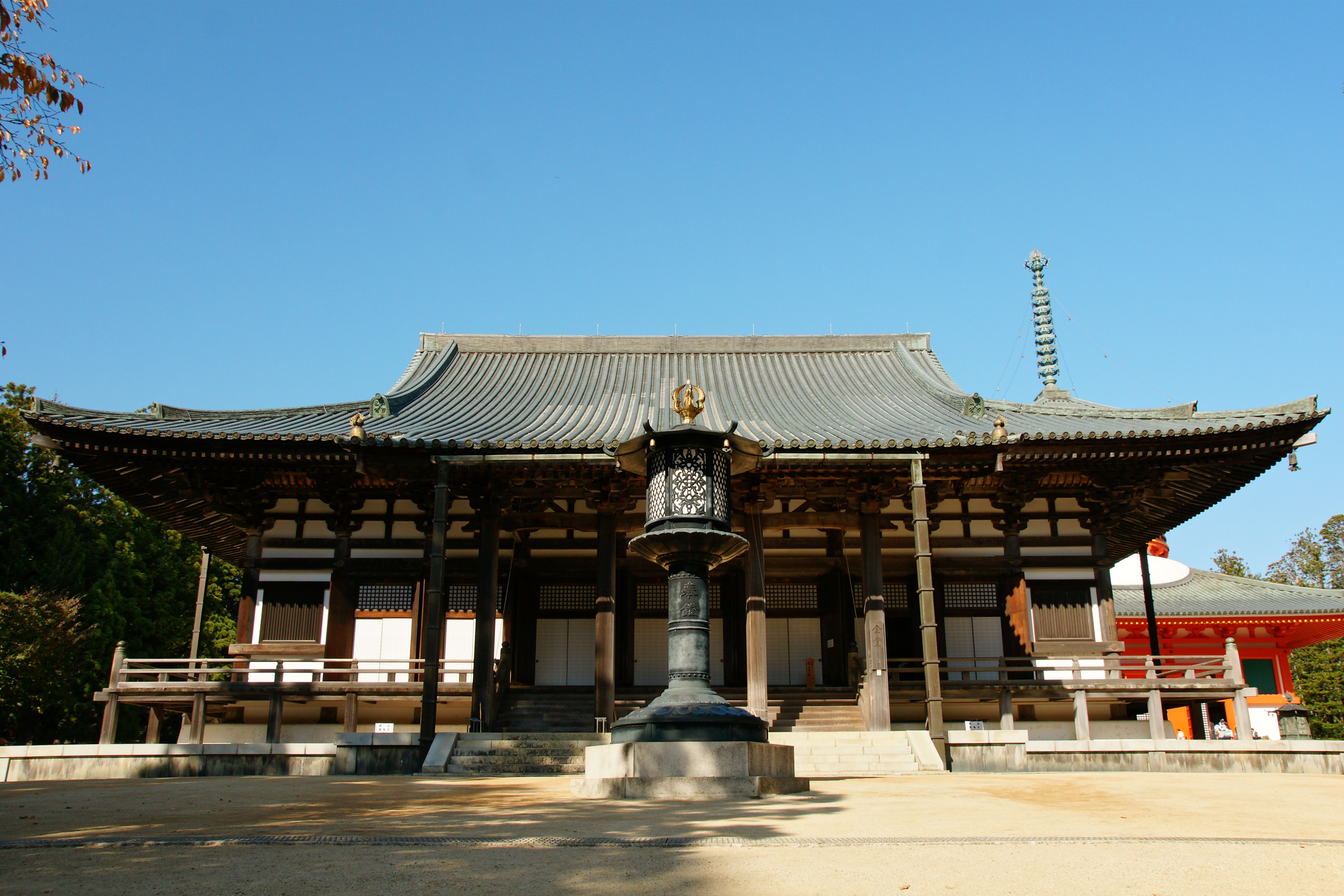
Dandžógaran Kondó
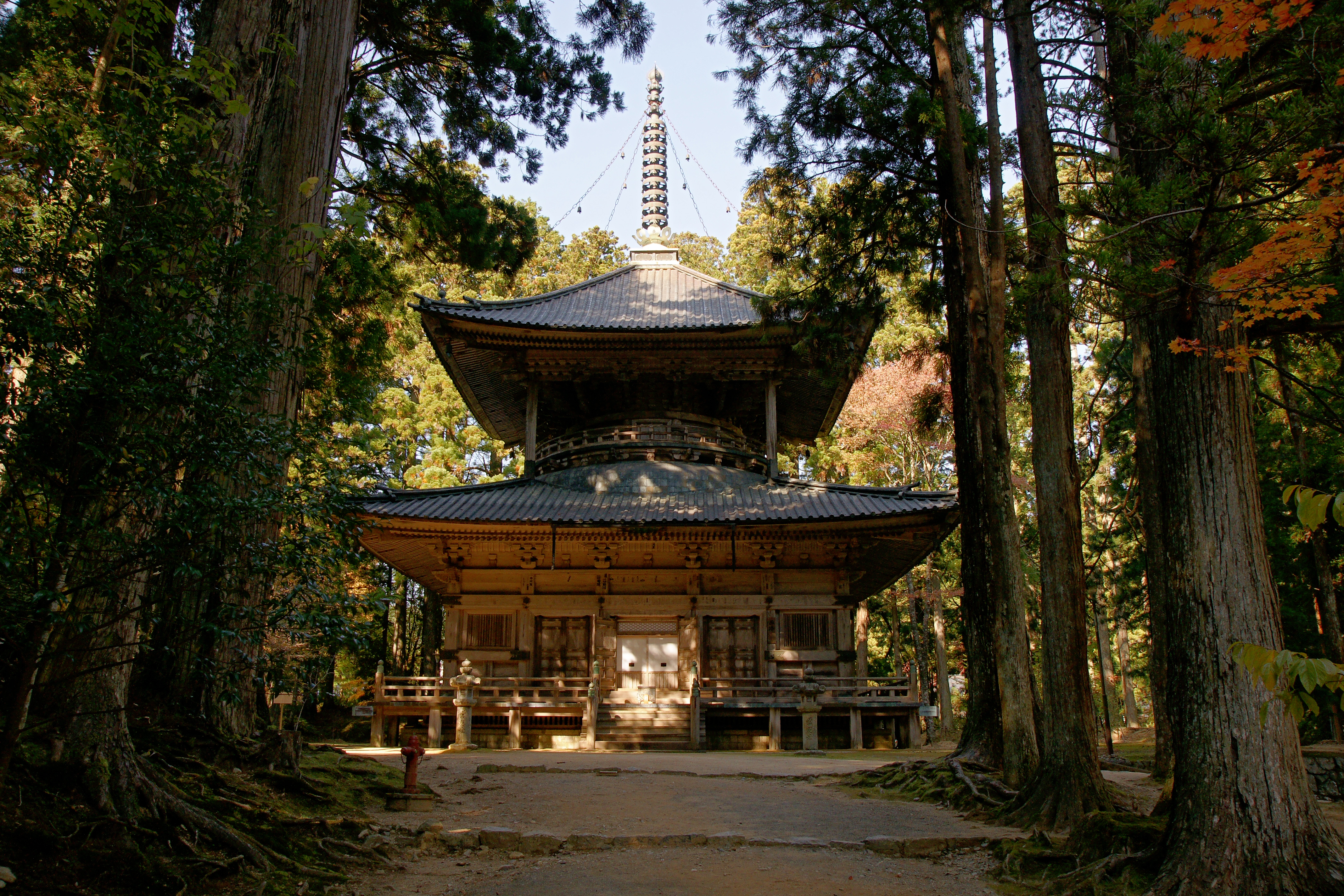
Dandžógaran Saitó
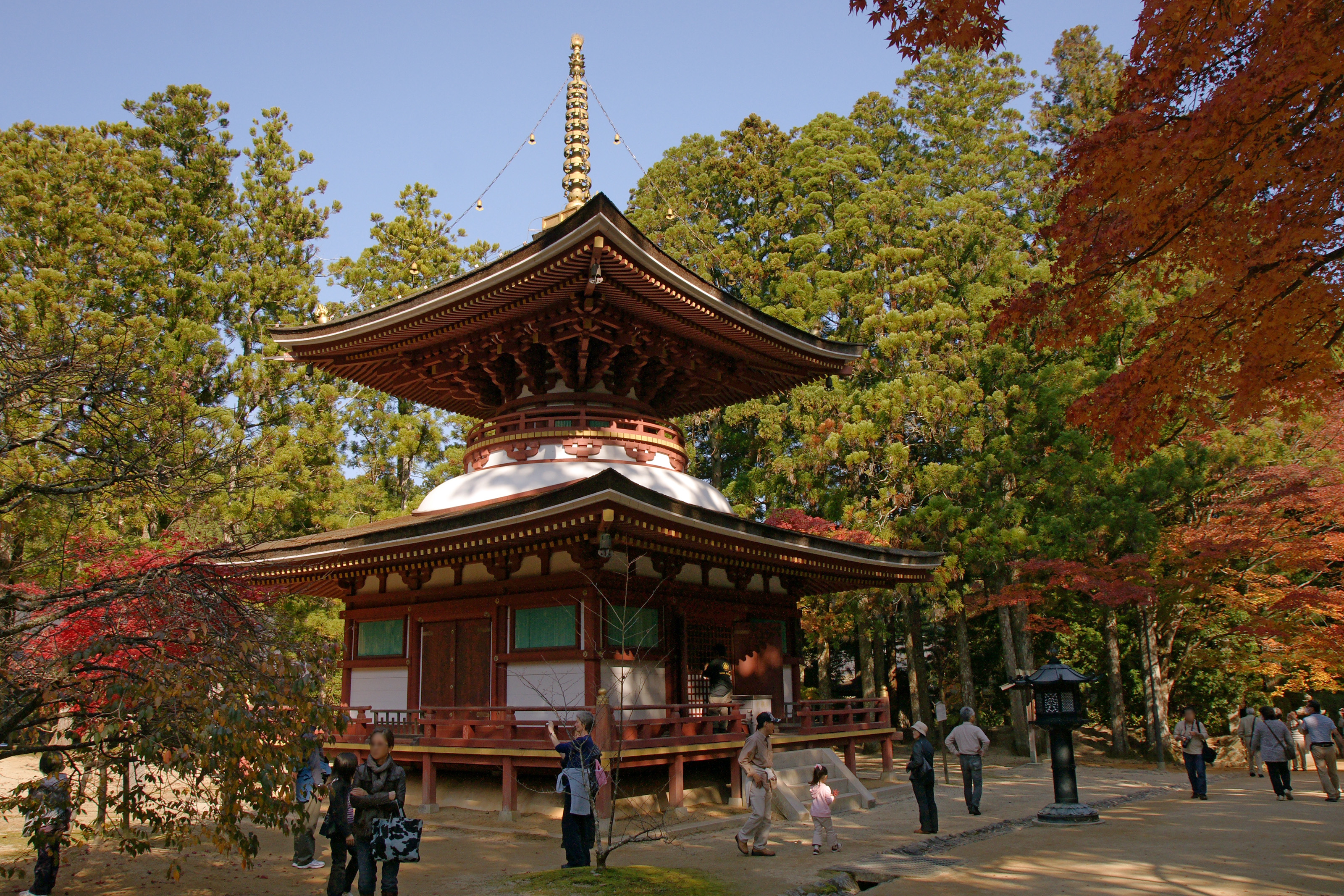
Dandžógaran Tótó
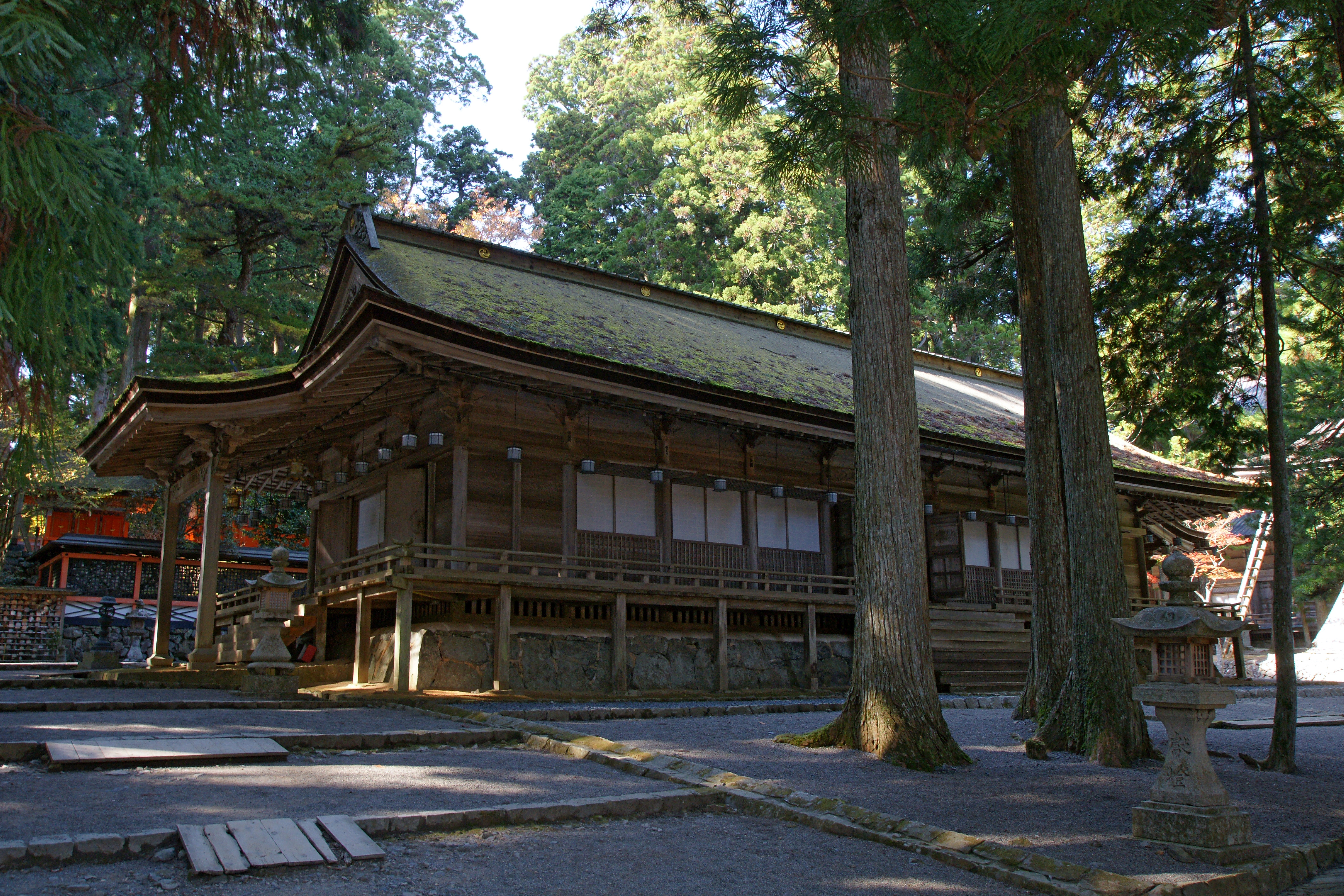
Dandžógaran Sano-in
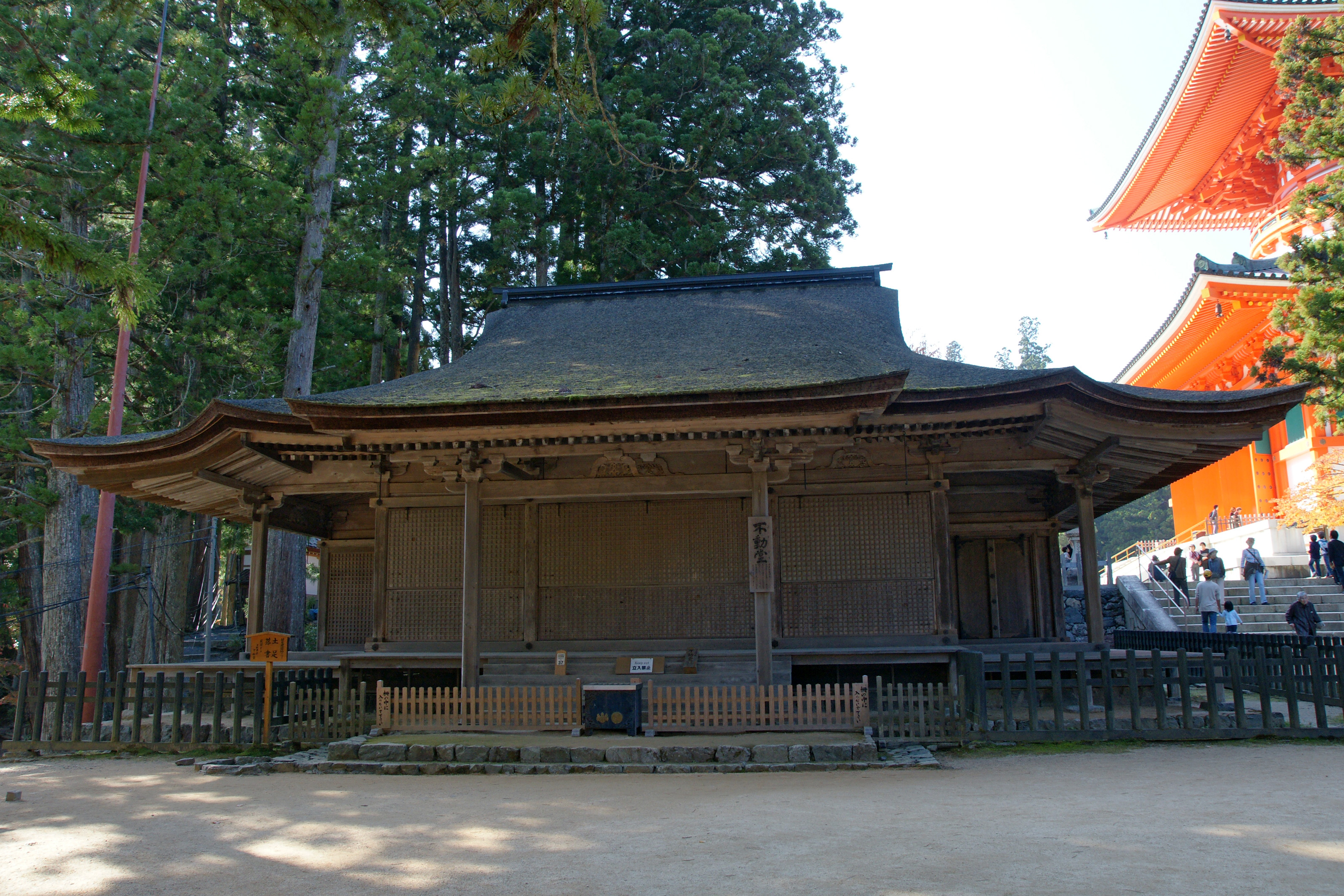
Dandžógaran Fudódó
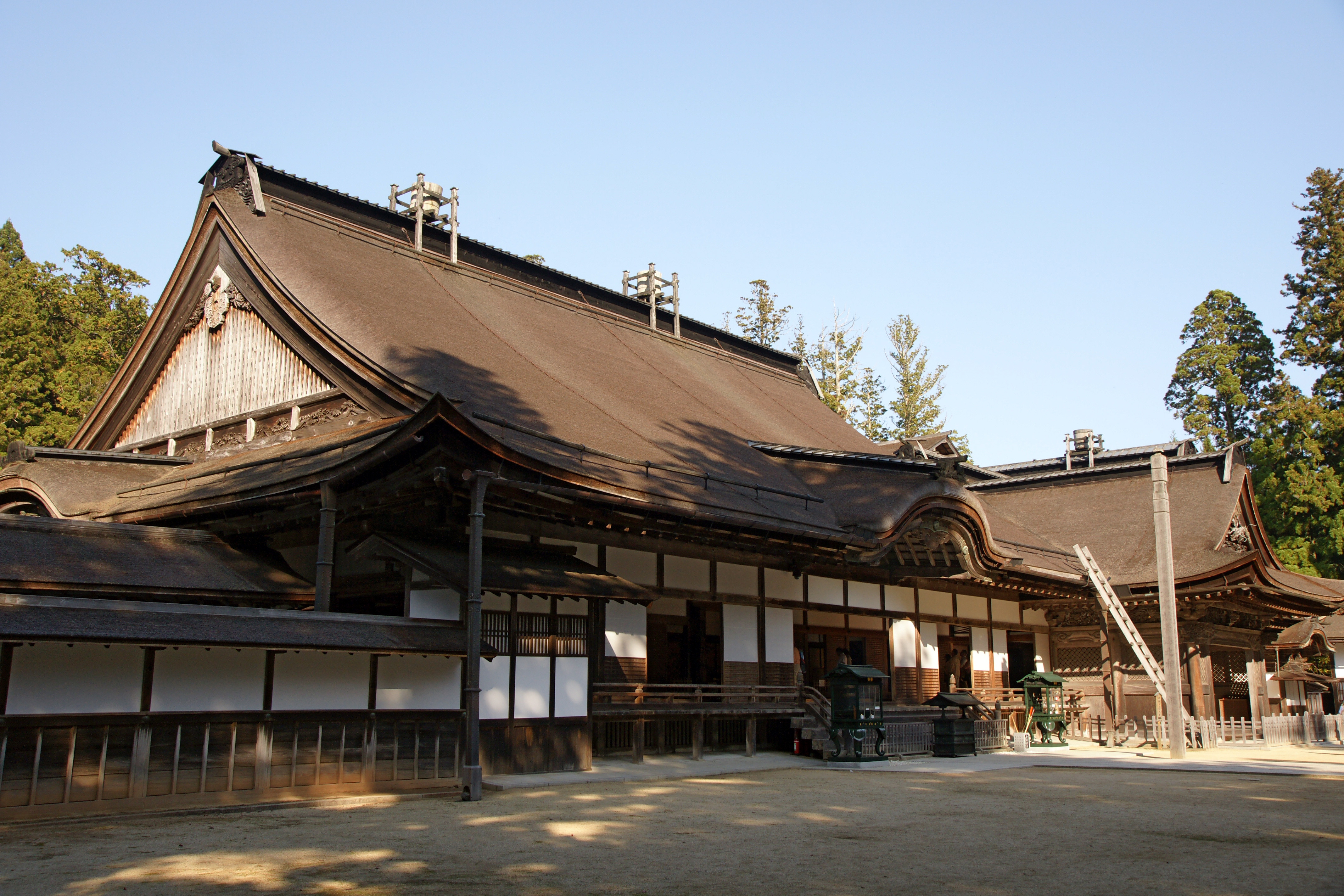
Kongóbudži
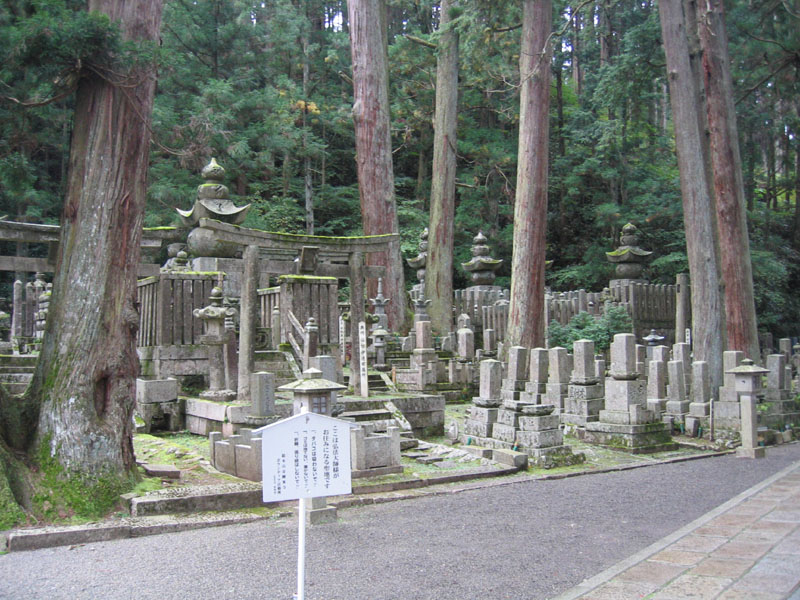
Hřbitov u Okunoin